# Carlo Caffarra
Carlo Caffarra (Samboseto, 1º giugno 1938 – Bologna, 6 settembre 2017) è stato un cardinale e arcivescovo cattolico italiano.

## Biografia
Nacque a Samboseto, frazione di Busseto, in provincia di Parma e diocesi di Fidenza, il 1º giugno 1938. Aveva tre sorelle.

### Formazione e ministero sacerdotale
Compì gli studi per il sacerdozio al seminario vescovile di Fidenza.
Il 2 luglio 1961 fu ordinato presbitero nel suo paese natale dal vescovo di Fidenza Guglielmo Bosetti. Proseguì quindi gli studi a Roma, come alunno del Pontificio seminario lombardo. Conseguì il dottorato in diritto canonico presso la Pontificia Università Gregoriana con
una tesi sulla finalità del matrimonio. Ottenne anche il diploma di specializzazione in teologia morale all'Accademia alfonsiana presentando una tesi sul rapporto religione-morale nella filosofia.
Rientrato in diocesi, divenne vicario parrocchiale della cattedrale di Fidenza e iniziò a insegnare teologia morale nel seminario di Parma e in quello di Fidenza.
Su invito del teologo monsignor Carlo Colombo divenne professore di teologia morale fondamentale alla Facoltà teologica dell'Italia settentrionale di Milano e al Dipartimento di scienze religiose dell'Università Cattolica del Sacro Cuore, sempre a Milano, istituito in quegli anni dal rettore Giuseppe Lazzati. Conobbe così don Luigi Giussani, l'ispiratore del movimento cattolico Comunione e Liberazione, e ne divenne amico. Una profonda amicizia nacque, in seguito, anche con don Divo Barsotti, figura eminente di mistico e di teologo.
Negli anni '70 iniziò ad approfondire i temi del matrimonio, della famiglia e della procreazione umana, spinto dalle richieste di numerose coppie di sposi e di fidanzati che gli domandavano indicazioni e chiarimenti a partire dalla visione cristiana del matrimonio. Erano infatti gli anni del dibattito suscitato dalla pubblicazione dell'enciclica Humanae Vitae di papa Paolo VI. Insegnò, quindi, etica medica nella Facoltà di medicina e chirurgia dell'Università Cattolica del Sacro Cuore a Roma e nell'agosto del 1974 papa Paolo VI lo nominò membro della Commissione teologica internazionale, incarico mantenuto per due quinquenni successivi.
Continuò l'approfondimento teologico, antropologico ed etico del tema della procreazione umana tema divenuto di scottante attualità dopo che il 25 luglio 1978 era nata la prima persona concepita in vitro. In qualità di rappresentante della Santa Sede aveva partecipato, nel settembre dello stesso anno, al primo congresso mondiale sulla sterilità umana e la procreazione artificiale, tenutosi a Venezia presso la Fondazione Giorgio Cini. Nel 1980 papa Giovanni Paolo II lo nominò esperto al Sinodo dei vescovi sul matrimonio e la famiglia. Nel gennaio del 1981 gli conferì il mandato di fondare e presiedere il Pontificio istituto Giovanni Paolo II per studi su matrimonio e famiglia, dove tenne il corso di etica della procreazione e i seminari di etica generale e di bioetica. Dal 1983, per un quinquennio, fu consultore della Congregazione per la dottrina della fede. Fece parte anche della commissione di studio per l'ingegneria genetica istituita ad actum presso il Ministero della sanità in Italia. Contemporaneamente tenne corsi e lezioni in prestigiosi atenei internazionali: l'Università Mistral e la Pontificia università cattolica del Cile di Santiago del Cile, l'Università di Sydney, l'Università di Navarra a Pamplona e l'Università Complutense di Madrid.
Nel 1988 fondò a Washington, negli Stati Uniti d'America, la prima sezione extra urbana del Pontificio istituto Giovanni Paolo II per studi su matrimonio e famiglia. Successivamente realizzò anche la sezione messicana e quella spagnola. Ricevette, inoltre, il dottorato honoris causa in lettere cristiane dalla Franciscan University di Steubenville.

### Ministero episcopale e cardinalato

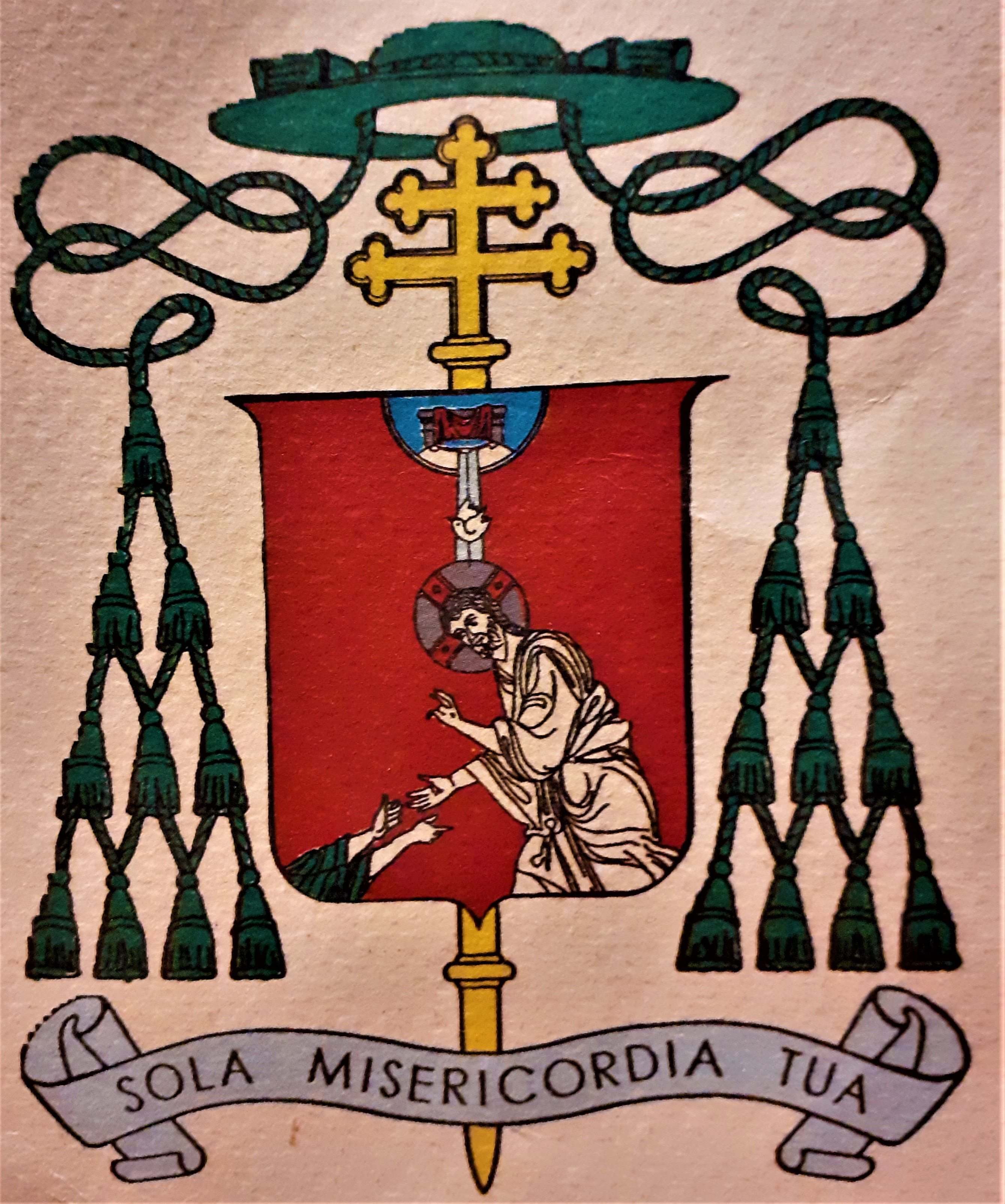
Stemma di Carlo Caffarra arcivescovo di Ferrara-Comacchio

L'8 settembre 1995 papa Giovanni Paolo II lo nominò arcivescovo di Ferrara-Comacchio. Succedette a monsignor Luigi Maverna, dimessosi per raggiunti limiti di età. Ricevette l'ordinazione episcopale il 21 ottobre successivo nella cattedrale di Fidenza dal cardinale Giacomo Biffi, arcivescovo metropolita di Bologna, coconsacranti l'arcivescovo Giovanni Battista Re, sostituto per gli affari generali della Segreteria di Stato, e il vescovo di Fidenza Carlo Poggi. Il 4 novembre prese possesso dell'arcidiocesi.
Il 16 dicembre 2003 papa Giovanni Paolo II lo nominò arcivescovo metropolita di Bologna. Succedette al cardinale Giacomo Biffi, dimessosi per raggiunti limiti di età. Il 15 febbraio 2004 prese possesso dell'arcidiocesi e il 29 giugno ricevette il pallio dal pontefice in piazza San Pietro. Fu anche presidente della Conferenza episcopale dell'Emilia-Romagna, moderatore del Tribunale ecclesiastico regionale Flaminio per le cause matrimoniali e gran cancelliere della Facoltà teologica regionale.
Nel 2005 si recò a Colonia in occasione della Giornata mondiale della gioventù e il 17 agosto tenne una catechesi ai giovani della sua arcidiocesi.
Il 24 agosto dello stesso anno intervenne al Meeting di Rimini, organizzato da Comunione e Liberazione, con una relazione sulla libertà come liberazione. Presentò, inoltre, con l'ex presidente del Senato Marcello Pera il libro dell'allora cardinale Joseph Ratzinger "L'Europa di Benedetto nella crisi delle culture" in alcune città d'Italia.
Il 24 marzo 2006 papa Benedetto XVI lo creò cardinale e gli assegnò il titolo di San Giovanni Battista dei Fiorentini del quale prese possesso il 24 giugno successivo. Partecipò al conclave del 2013 che elesse papa Francesco.
Nel 2009 invitò la parrocchia di San Bartolomeo della Beverara di Bologna a non dare ospitalità a un coro di musica classica composto da omosessuali dichiarati, richiamandosi al documento della Congregazione per la dottrina della fede "Sulla cura pastorale delle persone omosessuali", redatto dall'allora cardinale Ratzinger nel 1986.
Nel 2011 si recò a Madrid in occasione della Giornata mondiale della gioventù e tenne una catechesi sul tema della fede, "Come una storia d'amore".
Il 26 maggio 2013 presentò a papa Francesco la sua rinuncia al governo pastorale dell'arcidiocesi di Bologna per raggiunti limiti di età. Il 14 giugno la nunziatura apostolica in Italia gli comunicò tuttavia che "è volontà del Santo Padre Francesco che continui ancora per due anni il suo ministero episcopale a Bologna".
Il 27 ottobre 2015 papa Francesco chiamò a succedergli monsignor Matteo Maria Zuppi. Da quel momento Caffarra conservò il titolo di arcivescovo emerito di Bologna e risiedette nel seminario arcivescovile di Bologna.
Il 19 settembre 2016 Caffarra e altri tre cardinali scrissero a papa Francesco chiedendogli di dare risposta a cinque dubia per dirimere le incertezze nate intorno al capitolo VIII dell'esortazione apostolica Amoris laetitia, in merito all'ammissibilità all'eucaristia dei divorziati risposati. In assenza di risposta da parte del papa, la lettera venne resa pubblica nel mese di novembre. Nella primavera del 2017 i quattro cardinali chiesero udienza al papa, ma anche tale richiesta rimase senza risposta.
Forti furono sempre le sue prese di posizione contro i tentativi di equiparare la famiglia fondata sul matrimonio ad altre forme di unione e contro la teoria del gender, definita da lui "una cataratta che impedisce di vedere lo splendore della differenza sessuale". Nel 2011 denunciò che in occidente la famiglia è ormai ridotta a un'"egemonia del desiderio", mentre nel 2015 ammonì che "la grande sfida lanciata oggi alla famiglia consiste nel mostrarne l'inutilità". In positivo, rilanciava i fondamenti della missione della famiglia che "si radica nella Provvidenza di Dio: ossia generare ed educare ogni nuova persona umana".
Scrisse volumi di teologia morale fondamentale e numerosi articoli, tradotti in molte lingue. Curò l'edizione commentata di tutte le catechesi dedicate da papa Giovanni Paolo II all'amore umano e, in cooperazione con l'Università di Navarra, l'Enchiridion Familiae in cinque volumi. Era membro onorario della Real Academia de los Doctores di Madrid.
È uno dei cardinali che hanno celebrato la messa tridentina dopo la riforma liturgica.
Partecipò alla III assemblea generale straordinaria del Sinodo dei vescovi che ebbe luogo nella Città del Vaticano dal 5 al 19 ottobre 2014 sul tema "Le sfide pastorali della famiglia nel contesto dell'evangelizzazione" e alla XIV assemblea generale ordinaria del Sinodo dei vescovi che ebbe luogo nella Città del Vaticano dal 4 al 25 ottobre 2015 sul tema "La vocazione e la missione della famiglia nella Chiesa e nel mondo contemporaneo".
Fu membro della Congregazione per l'evangelizzazione dei popoli dal 7 agosto 2004, del comitato di presidenza del Pontificio consiglio per la famiglia dal 6 maggio 2006, del Supremo tribunale della Segnatura apostolica dal 15 settembre 2007 e della Congregazione delle cause dei santi dal 26 settembre 2015. Fu anche membro onorario della Pontificia accademia per la vita dal 13 giugno 2017.
Morì improvvisamente nel suo appartamento a Villa Revedin, presso il seminario arcivescovile di Bologna, la mattina del 6 settembre 2017 all'età di 79 anni. Le esequie si tennero il 9 settembre alle ore 11 nella cattedrale di San Pietro a Bologna e furono presiedute dall'arcivescovo Matteo Maria Zuppi. Al termine del rito fu sepolto nella cripta dello stesso edificio.

#### L'ultimo periodo della sua riflessione
Il cardinale Caffarra è stato critico verso la politica ecclesiastica dell'ultimo pontificato, a suo parere tesa a svalutare l'importanza della ricerca teologica e scientifica per sottolineare solo il momento pastorale dell'azione della Chiesa. Negli ultimi momenti della sua vita Caffarra si è detto per questo sfiduciato sul futuro prossimo della Chiesa, pur ribadendo la sua fiducia che il percorso della Chiesa nel mondo alla fine risulterà vincente.

## Genealogia episcopale e successione apostolica
La genealogia episcopale è:
- Cardinale Scipione Rebiba
- Cardinale Giulio Antonio Santori
- Cardinale Girolamo Bernerio, O.P.
- Arcivescovo Galeazzo Sanvitale
- Cardinale Ludovico Ludovisi
- Cardinale Luigi Caetani
- Cardinale Ulderico Carpegna
- Cardinale Paluzzo Paluzzi Altieri degli Albertoni
- Papa Benedetto XIII
- Papa Benedetto XIV
- Papa Clemente XIII
- Cardinale Marcantonio Colonna
- Cardinale Giacinto Sigismondo Gerdil, B.
- Cardinale Giulio Maria della Somaglia
- Cardinale Carlo Odescalchi, S.I.
- Cardinale Costantino Patrizi Naro
- Cardinale Lucido Maria Parocchi
- Papa Pio X
- Papa Benedetto XV
- Papa Pio XII
- Cardinale Eugène Tisserant
- Papa Paolo VI
- Cardinale Giovanni Colombo
- Cardinale Giacomo Biffi
- Cardinale Carlo Caffarra

La successione apostolica è:
- Vescovo Carlo Mazza (2007)
- Vescovo Massimo Camisasca, F.S.C.B. (2012)
- Vescovo Andrea Turazzi (2014)

## Opere
- G. Piana - C. Caffarra, Principi di morale religiosa, EDB, Bologna 1972;
- I fini del matrimonio nel diritto romano, Pontificia Università Gregoriana, Roma 1974;
- La prassi cristiana nella teologia del XX secolo, Cittadella, Assisi 1977;
- Viventi in Cristo, Jaca Book, Milano 1981 (trad. in inglese e spagnolo);
- I tre temi fondamentali dell'istruzione "Il dono della vita", in C. Barigozzi - L. De Carli - C. Caffarra, Manipolazioni genetiche ed etica cattolica, Piemme, Casale Monferrato 1989;
- Sexualidad a la luz de la antropología y de la Biblia, Documentos del Instituto de Ciencias para la Familia, Universidad de Navarra, Rjalp, Madrid 1990;
- Sessualità alla luce dell'antropologia e della Bibbia, San Paolo, Milano 1994;
- Etica generale della sessualità, Ares, Milano 1992;
- Vangelo della vita e cultura della morte, Di Giovanni Editore, Milano 1992;
- Etica general de la sexualidad, Ediciones Internacionales Universitarias, Barcelona 1995;
- Lettera alle famiglie, Gabriele Corbo Editore, Ferrara 1998;
- L'educazione: una sfida urgente, EDB, Bologna 2004;
- La libertà umana nella concezione cristiana, ELLEDICI, Leumann (Torino) 2005;
- La responsabilità sociale dell'impresa: abbozzo di una riflessione etica, Industrie Grafiche Labanti e Nanni, Bologna 2005;
- La visione cristiana dell'uomo, ELLEDICI, Leumann (Torino) 2006;
- Creati per amare, 1. Non è bene che l'uomo sia solo. L'amore, il matrimonio, la famiglia nella prospettiva cristiana, Cantagalli, Siena 2006;
- Viventi in Cristo, Cantagalli, Siena 2006;
- Missione catechista. Educare, testimoniare, insegnare, ELLEDICI, Leumann (Torino) 2007;
- La scelta educativa nella Chiesa di Bologna, EDB, Bologna 2008;
- In Manuele II Paleologo, Logos. La ragione in Dio. Dialoghi con un musulmano, Edizioni Studio Domenicano, Bologna 2008;
- L'amore insidiato, 2. Non è bene che l'uomo sia solo. L'amore, il matrimonio, la famiglia nella prospettiva cristiana, Cantagalli, Siena 2008;
- Cercare Dio, Marcianum Press, Venezia, 2014.

## Altri riconoscimenti
Sono dedicate al cardinale Caffarra una via nel suo paese natale e l'auditorium dell'istituto scolastico Farlottine di Bologna.